# Friedrich Schur
Pour les articles homonymes, voir Schur.
Ne doit pas être confondu avec Issai Schur.
Friedrich Heinrich Schur (27 janvier 1856 Maciejewo, arrondissement de Krotoschin, Posnanie - 18 mars 1932, Breslau) est un mathématicien allemand qui a travaillé dans le domaine de la géométrie.

## Biographie
La famille de Schur était d'origine juive, mais était protestante. Son père possédait une propriété. Friedrich Schur a fréquenté l'école secondaire en Krotoszyn et en 1875 a  étudié à l'Université de Wrocław l'astronomie et les mathématiques avec Heinrich Schröter (en) et Jakob Rosanes. Il se rend ensuite à la Friedrich-Wilhelms-Universität de Berlin, où il a étudié avec Karl Weierstrass, Ernst Eduard Kummer, Leopold Kronecker et Gustav Kirchhoff. Il a obtenu son doctorat en 1879 avec comme directeur Kummer: « Geometrische Untersuchungen über Strahlenkomplexe ersten und zweiten Grades ». En 1880, il obtient le poste de professeur à l'Université de Leipzig. Après cela, il est nommé professeur adjoint en 1884 et devient l'assistant de Felix Klein à Leipzig. En 1885, il est nommé professeur agrégé et en 1888 professeur à l'Université de Tartu. En 1892, il obtient le poste de professeur de géométrie descriptive à l'Université d'Aix-la-Chapelle en 1897 et devient professeur à l'Université de Karlsruhe, dont il devient également recteur en 1904/1905. En 1909, il devient professeur à l'Université de Strasbourg. Après la fin de la Première Guerre mondiale, il est limogé par les français en 1919 et obtient le poste de professeur à Breslau, où il a pris sa retraite en 1924.
Friedrich Schur a étudié la géométrie différentielle, les groupes de transformation (groupes de Lie) après Sophus Lie. Beaucoup de ses résultats, qu'il a résumés dans son livre Grundlagen der Geometrie (Fondation de la géométrie) de 1909, ont été inclus dans le livre de David Hilbert. Il a également écrit un manuel de géométrie analytique (1898) et de statique graphique (1915).
En 1902, il est devenu membre de Académie allemande des sciences Leopoldina. En 1911, il était président de la Société allemande de Mathématiques (Deutsche Mathematiker-Vereinigung). En 1912, il a reçu pour son livre Grundlagen der Geometrie le Prix Lobatchevski. Il était docteur honoris causa de l'Université de Karlsruhe. En 1927, il a été choisi comme membre correspondant de l'Académie bavaroise des sciences.
Parmi ses élèves, on trouve Theodor Molien et Julius Wellstein.

## Écrits
- Grundlagen der Geometrie. Teubner, Leipzig 1909.
- Lehrbuch der analytischen Geometrie.
- Zur Theorie der endlichen Transformationsgruppen. Mathematische Annalen, Bd. 38, 1891.
- Ueber den Fundamentalsatz der projectiven Geometrie. Mathematische Annalen, Bd. 51, 1899.
- Ueber die Grundlagen der Geometrie. Mathematische Annalen, Bd. 55, 1902.